# NGC 2879
NGC 2879 je četverostruka zvijezda u zviježđu Vodenoj zmiji.

## Vanjske poveznice
- SEDS: NGC 2879